# Epachthosaurus sciuttoi
L'epachthosauro (Epachthosaurus sciuttoi) è un dinosauro erbivoro vissuto all'inizio del Cretacico superiore in Argentina.

## Primitivo e poco conosciuto
Descritto per la prima volta dal paleontologo Jaime Eduardo Powell nel 1990, questo dinosauro sauropode poco conosciuto è un rappresentante basale dei cosiddetti titanosauri, quel gruppo di sauropodi caratteristico del Cretaceo che include molte forme dotate di corazza. Epachthosaurus, però, sembrerebbe essere stato una forma priva di armatura, e nuovi resti fossili potrebbero aiutare a classificarlo.
L'olotipo E. sciuttoi fu descritto nel 1990 e  proviene dalla formazione Bajo Barreal della Provincia di Chubut, in Patagonia centrale. Oltre a questo primo rinvenimento, fu ritrovato nel 2004 uno scheletro quasi completo, con le zampe anteriori distese e le posteriori piegate; sono stati però persi il cranio, 4 o 5 vertebre dorsali e qualcuna delle caudali.
Forse questo animale era un rappresentante della famiglia degli andesauridi, sauropodi giganti caratteristici di un periodo compreso tra la fine del Cretaceo inferiore e l'inizio del Cretaceo superiore sudamericano, i cui rappresentanti più noti sono l'eponimo Andesaurus e Argentinosaurus, uno dei più grandi animali terrestri mai esistiti.